# 竹寺
竹寺（たけでら）は、埼玉県飯能市大字南字八王子にある天台宗の寺院である。正式名称は医王山薬寿院八王寺（いおうざんやくじゅいんはちおうじ）。神仏習合の寺として知られている。 武蔵野三十三観音霊場第三十三番札所。本尊は牛頭天王（本地仏は薬師如来）。

## 歴史
天安元年（857年）に円仁（慈覚大師）が東国巡礼の際、病人が多いのを憐み、この地に道場を造り、大護摩の秘法を修したのが開山とされる。
本尊は牛頭天王、本地仏は薬師如来としているが明治維新の神仏分離から免れ、神仏習合の寺となっている。

## 境内
牛頭天王・本坊・三十三番結願堂・本地堂（瑠璃殿）・弁天堂・稲荷社・水屋・奥の院・鳥居・石燈籠など。境内地11,768 m2。牛頭天王社の標高は490 m。登山で訪れる者も多い。本殿にあたる牛頭天王社は1999年焼失したが2003年に再建された。本殿内には木造牛頭天王坐像と八王子（牛頭天王の八人の童子）が祀られており、12年に一度、丑年に開帳される（開帳は2021年3月13日から同年12月12日まで）。

### 奥武蔵俳句寺
境内には、中谷孝雄や秋元不死男、松原地蔵尊などの句碑や絵馬が多くあり、秋元不死男が新聞紙上で「奥武蔵俳句寺」と評して以来、その異名がある。

### 茅の輪
登り口の鳥居に茅の輪が設けられている。また、木製の蘇民将来の護符を授与している。両者とも蘇民将来伝説に関係し、厄除けとされている。
- 茅の輪
- 本地堂（瑠璃殿）
- 竹寺の鳥居

## 文化財
- 銅造大日如来坐像（室町時代末期）
- 十一面観音懸仏（永禄10年〔1567年〕）
- 線刻勝軍地蔵懸仏（慶長16年〔1611年〕）
- 斎藤鶴磯筆「牛頭天王宮」額
- 四神（白虎欠く）
- 高野槙（市指定文化財、天然記念物[4]）

## 行事
- 1月1日元旦祈願
- 竹あかり（桜編・星空編・紅葉編・除夜編）

- 4月第一日曜日	写経会
- 5月5日	雨竹会
- 7月15日	牛頭天王大祭

- 10月第一日曜日	写経会

- 12月31日	除夜の鐘

## 付近の山、寺社
- 子ノ権現天龍寺 – 徒歩約70分
- 伊豆ヶ岳（標高850.9 m）
- 正丸峠（標高636 m）
- 大高山（標高493 m）
- 天覚山（標高445.5 m）